# جوديث بلاسكو
جوديث بلاسكو (ولدت في 14 مارس 1947)، عالمة لاهوت أمريكية ومؤلفة وناشطة معروفة بأنها أول عالمة يهودية نسوية. بعد حصولها على الدكتوراه من جامعة ييل، درّست في كلية مانهاتن لمدة اثنين وثلاثين عامًا. كانت واحدة من مؤلفي مجلة الدراسات النسوية في الدين وكانت محررة لها في السنوات العشر الأولى. ساعدت أيضًا في إنشاء مجموعة نسوية يهودية ألهمت كتاباتها بشدة، وقسم نسوي في الأكاديمية الأمريكية للدين، وهي منظمة كانت ترأسها في عام 1998.
كان عمل بلاسكو حاسمًا في تطوير اللاهوت النسوي اليهودي. أهم أعمالها، الوقوف مرة أخرى في سيناء: اليهودية من منظور نسوي، جادلت في أن غياب وجهات النظر النسائية في التاريخ اليهودي كان له تأثير سلبي على الدين وحثت النسويات اليهوديات على استعادة مكانتهن في التوراة والفكر اليهودي. وهي من أوائل النصوص اللاهوتية النسوية اليهودية التي كُتبت ويعتبرها البعض من أهم النصوص اليهودية في القرن العشرين. 
كان مقالها مجيء ليليث حاسمًا في إعادة تخيل ليليث كشخصية إيجابية للمرأة بدلًا من كونها شيطانًا خطيرًا. تتخيل بلاسكو ليليث على أنها امرأة عوقبت خطًا لرغبتها في المساواة المشروعة مع آدم. بمجرد أن تبحث إيف عن ليليث، ينضمون معًا في أخوات لبناء عالم أفضل. أصبحت ليليث شخصية مهمة للنسويات اليهوديات وأصبحت تحمل الاسم نفسه لمجلة ليليث اليهودية النسوية.

## حياتها المبكرة
وُلدت جوديث بلاسكو في بروكلين، نيويورك في 14 مارس 1947. ولدت شقيقتها الصغرى هارييت عام 1950. وصفت حيها بأنه متنوع في الأديان، لكن ليس في الأعراق. بمجرد أن تمكنت من البدء في الذهاب إلى مدينة نيويورك مع أصدقائها، بدأت تستاء من بلدتها وركزت بشكل متزايد على المدينة.
أثناء نشأتها، كانت بلاسكو جزءًا من مجمع الإصلاح الكلاسيكي وأكملت اثني عشر عامًا في المدرسة العبرية. كان تعليمها الديني المبكر عالميًا وشدد على أن الله يدعو الشعب اليهودي ليكون نور الأمم، مما حفز وجهة نظرها بأن الأخلاق والنشاط أمران حاسمان للممارسة اليهودية. اعتقدت بلاسكو أن رعايتها كانت نموذجية في معاملتها للنساء كمواطنات من الدرجة الثانية.
كانت بلاسكو مهتمة جدًا باللاهوت والأخلاق عندما كانت طفلة بسبب نشأتها وميلها الطبيعي إلى اللاهوت. حضرت مارس 1963 في واشنطن وشاهدت خطاب مارتن لوثر كينغ جونيور الشهير لدي حلم والذي ألهمها لتخيل عالم تحول من خلال المساواة بين الجنسين، بالطريقة التي تخيلها تغيرت بسبب العرق. بعد التعرف على الهولوكوست في المدرسة، أثارت بلاسكو أول أسئلة لاهوتية حول الخير والشر. ازداد اهتمامها من هذه النقطة وأصبحت الطالبة الوحيدة في مدرستها العبرية التي أرادت بالفعل أن تكون هناك. كانت تأمل دائمًا أن تتعلم شيئًا ذا قيمة هناك، رغم أنها تقول إنها لم تتعلم أبدًا.
طوال المدرسة الإعدادية والثانوية، حلمت بلاسكو بأن تصبح حاخامًا، على الرغم من أن الحاخامات النساء لم يسمع بهن وجرت معارضتهن من قبل الكثيرين، بما في ذلك حاخامها. ومع ذلك، كان لديها تحفظاتها الخاصة. لقد أرادت أن تكون رائدة لكنها شعرت أنها لا تستطيع ذلك طالما أنها لم تكن متأكدة من أنها تؤمن بالله. تغيرت حياتها خلال خدمة نيلاه في يوم كيبور عندما أدركت أنها تستطيع الحصول على درجة الدكتوراه في اللاهوت بدلًا من ذلك.

## النقد
انتقدت تاليا غور كلاين كتاب بلاسكو مجيء ليليث لتكرار تفسيرات الكتاب المقدس التي ترى كلاين أنها معادية لليهودية. لا تتفق كلاين مع بلاسكو في أن الرجال هم المهيمنون في الكتاب المقدس، بل هم مسيطرون مثل النساء، مستشهدة بأمثلة تسيطر فيها النساء. في قراءة بلاسكو لاويين 18، تجادل بأن هذه القواعد المتعلقة بالجنس أُنشئت لحماية الوضع الاجتماعي للرجال، وليس لحماية النساء والأطفال، ولهذا السبب يسمح الكتاب المقدس للرجل بالاعتداء الجنسي على ابنته أو حفيدته. تقول كلاين إن هذا تفسير خاطئ وغير مسموح به، مصرة على أن القوانين وضعت لحماية النساء والأطفال.